# Асадов, Шерзод Икромович
Шерзод Икромович Асадов (узб. Sherzod Ikromovich Asadov; род. 4 мая 1981 года, Шафирканский район, Бухарская область, Узбекская ССР, СССР) — узбекский дипломат. В 2021—2023 годах занимал должность заместителя руководителя Администрации Президента — Пресс-секретаря Президента Республики Узбекистан. В связи с упразднением должности руководителя Администрации Президента и его заместителей с 2023 года работал в должности пресс-секретаря Президента Республики Узбекистан. С 14 июля 2025 года руководитель Департамента коммуникаций Администрации Президента Республики Узбекистан — пресс-секретарь Президента Республики Узбекистан.

## Биография
Шерзод Икромович родился 4 мая 1981 года в Шафирканском районе Бухарской области. Выпускник Университета мировой экономики и дипломатии по специальности «Международные экономические отношения». Владеет узбекским, русским, английским, испанским и турецким языками. Женат, имеет троих детей.

## Карьера
В 2007—2008 годы работал референтом и атташе в Главном управлении анализа и стратегии внешнеполитической деятельности МИД Узбекистана. В 2008—2012 годы — атташе, затем третий секретарь посольства Республики Узбекистан в Сингапуре. После долгосрочной командировки продолжил свою карьеру в системе Министерства иностранных дел. Так, в период с 2012 до 2015 года занимал должности второго, первого секретаря, начальника отдела Управления по сотрудничеству со структурами СНГ и ШОС. В период работы в УСНГ и ШОС МИД РУ занимался вопросами трансграничного сотрудничества. В 2015—2017 годы являлся помощником министра иностранных дел Республики Узбекистан и одновременно руководил Секретариатом министерства.
В октябре 2017 года назначен советником — временным поверенным в делах посольства Республики Узбекистан в Австрии.
Чрезвычайный и Полномочный посол Республики Узбекистан в Австрии (29 августа 2018—2020). Одновременно в эти годы Асадов являлся постоянным представителем Узбекистана при ОБСЕ и других международных организациях в Вене (МАГАТЭ, Управление ООН по наркотикам и преступности, ЮНИДО и ОДВЗЯИ).
В 2020 году Шерзод Асадов занял пост председателя Экономико-экологического комитета постоянного совета ОБСЕ, став первым представителем Узбекистана, возглавившим один из трех комитетов ОБСЕ.
19 марта 2020 года Асадов был назначен заместителем министра иностранных дел Республики Узбекистан, курировал вопросы сотрудничества Узбекистана с ООН, ОБСЕ и Европейским союзом.
24 марта 2021 года Президент Республики Узбекистан Шавкат Мирзиёев назначил Шерзода Асадова заместителем руководителя Администрации Президента — Пресс-секретарем Президента Узбекистана.
17 августа 2023 года принят указ Президента Республики Узбекистан об упразднении должности руководителя Администрации Президента и его заместетилей. В связи с чем, Шерзод Асадов продолжил работу в должности Пресс-секретаря Президента Узбекистана.
14 июля 2025 года указом Президента Республики Узбекистан назначен руководителем Департамента коммуникаций Администрации Президента — Пресс-секретарем Президента Республики Узбекистан.